# Stenavatjärnen, Norrbotten
Stenavatjärnen är en sjö i Kalix kommun i Norrbotten och ingår i Kalixälven-Töreälvens kustområde.